# Campionati europei di ciclismo su strada 2013 - Gara in linea maschile Junior
La gara in linea maschile Junior dei Campionati europei di ciclismo su strada 2013 si disputò il 20 luglio 2013 su un circuito di 11,45 km da ripetere 11 volte, per un percorso totale di 126 km, con partenza da Olomouc ed arrivo a Svatý Kopeček, in Repubblica Ceca. La medaglia d'oro è stata vinta dal francese Franck Bonnamour con il tempo di 3h18'28" alla media di 38,09 km/h, argento all'altro francese Élie Gesbert e a completare il podio il belga Mathias van Gompel.
Al traguardo di Svatý Kopeček 85 ciclisti completarono la gara.

## Squadre partecipanti
| N.     | Cod. | Squadra         |
| ------ | ---- | --------------- |
| 1-7    | AUT  | Austria         |
| 8-10   | AZE  | Azerbaigian     |
| 11-17  | BLR  | Bielorussia     |
| 18-24  | BEL  | Belgio          |
| 25-27  | CRO  | Croazia         |
| 28-34  | CZE  | Repubblica Ceca |
| 35-41  | DEN  | Danimarca       |
| 42-48  | EST  | Estonia         |
| 54-60  | FRA  | Francia         |
| 61-67  | GER  | Germania        |
| 68-74  | GRE  | Grecia          |
| 75-80  | HUN  | Ungheria        |
| 81-83  | IRL  | Irlanda         |
| 84-90  | ITA  | Italia          |
| 91-96  | LAT  | Lettonia        |
| 97-103 | LTU  | Lituania        |

| N.      | Cod. | Squadra     |
| ------- | ---- | ----------- |
| 104-109 | LUX  | Lussemburgo |
| 110     | MON  | Monaco      |
| 111-117 | NOR  | Norvegia    |
| 118-124 | POL  | Polonia     |
| 125-129 | PRT  | Portogallo  |
| 130-138 | ROU  | Romania     |
| 139-145 | RUS  | Russia      |
| 146-152 | SVK  | Slovacchia  |
| 153-159 | SVN  | Slovenia    |
| 161-163 | ESP  | Spagna      |
| 167-170 | SWE  | Svezia      |
| 172-178 | SUI  | Svizzera    |
| 179-185 | UKR  | Ucraina     |
| 187-192 | BUL  | Bulgaria    |
| 193     | PRT  | Portogallo  |
| 194     | TUR  | Turchia     |

## Ordine d'arrivo (Top 10)
| Pos. | Corridore            | Squadra     | Tempo    |
| ---- | -------------------- | ----------- | -------- |
| 1    | Franck Bonnamour     | Francia     | 3h18'28" |
| 2    | Élie Gesbert         | Francia     | a 22"    |
| 3    | Mathias Van Gompel   | Belgio      | a 46"    |
| 4    | Damien Touzé         | Francia     | s.t.     |
| 5    | Lorenzo Fortunato    | Italia      | s.t.     |
| 6    | Stepan Kur'janov     | Russia      | s.t.     |
| 7    | Aljaksandr Rabušėnka | Bielorussia | a 48"    |
| 8    | Domen Novak          | Slovenia    | s.t.     |
| 9    | Rémi Aubert          | Francia     | a 50"    |
| 10   | David Ribiero        | Portogallo  | s.t.     |